# Chiesa di Santa Maria Assunta (Pisogne)
La chiesa di Santa Maria Assunta è la parrocchiale di Pisogne, in provincia e diocesi di Brescia; fa parte della zona pastorale dell'Alto Sebino.

## Storia
La prima citazione della pieve di Pisogne è da ricercare nel Catalogo Capitolare del 1410, in cui si legge che era compresa nella squadra di Iseo.
Da un documento del 1532 si apprende che la cura d'anime era retta da un prete di nome Pietro Stella.
Grazie alla relazione della visita pastorale del 1580 dell'arcivescovo di Milano san Carlo Borromeo si conosce che la pieve, attestata con il titolo di Santa Maria de Nemor, era dotata di tre altari e che i parrocchiani erano 800.
Nel 1702 il vescovo di Brescia Marco Dolfin annotò che il parroco era coadiuvato da dodici reverendi e da tre chierici, che i fedeli erano 1640, che la pieve era dedicata all'Assunzione di Maria Vergine e che entro i confini della parrocchia sorgevano le chiesette di San Zenone, in località Prataiolo, di San Clemente, della Beata Vergine Maria a Goeno.
Nella seconda metà del Settecento si decise di edificare al centro del paese la nuova parrocchiale, che potesse sostituire l'antica pieve; il progetto della nuova chiesa, redatto da Antonio Marchetti, fu consegnato il 16 settembre del 1769, mentre la prima pietra dell'edificio venne posta il giorno 29 del medesimo mese. I lavori di costruzione furono affidati a Pietro Antonio Cetti, il quale modificò il disegno originario; così facendo, si creò una polemica, che si risolse solo con l'intervento di Gaspare Turbini. La chiesa fu portata a compimento nel 1798 e consacrata il 24 settembre 1881.
L'edificio venne ristrutturato tra il 1981 e il 1983, mentre il 14 aprile 1989, con la soppressione dei vicariati e l'istituzione delle zone pastorali, la chiesa fu aggregata alla zona pastorale dell'Alto Sebino.

## Descrizione

### Esterno
L'edificio di culto è posto al centro della località in posizione rialzata rispetto l'assetto stradale con la facciata rivolta verso il lago d'Iseo. Due rampe di scale anticipano il sagrato. Il fronte principale ha la faccia divisa da una cornice marcapiano su due ordini. L'ordine inferiore, tripartito da lesene e contro-lesene coronate da capitelli ionici con la parte centrale più avanzata rispetto alle due laterali. La sezione ospita centrale l'ingresso principale completo di contorno in pietra molto semplice. L'ordine superiore ha una grande apertura centrale a tutto sesto completa di balconcino e con paraste che reggono il timpano triangolare e il prosieguo delle lesene della parte centrale coronate da capitelli corinzi. Il frontone termina con il grande timpano triangolare con la scritta riportante l'intitolazione della chiesa. La parte termina con la grande croce ferrea, mentre le due laterali di misura inferiore ospitano due statue di santi.

### Interno
Opere di pregio conservate all'interno della chiesa sono lo Sposalizio della Vergine, realizzato nel 1803 da Giosuè Sala, dello stesso autore pure la Presentazione di Gesù al Tempio, eseguita nel 1795, l'Assunzione della Vergine, opera di Felice Campi, che, nella sua esecuzione, trasse ispirazione da un dipinto custodito nella cattedrale di Parma, un Episodio dell'Apocalisse e i 24 Seniori del 1803 di Sante Cattaneo, un affresco raffigurante la Caduta della manna, opera del milanese Giulio Cesare Poggi del 1835, il Transito di san Giuseppe, eseguito da Antonio Guadagnini nel 1880, e l'organo, costruito nel 1856 dalla ditta Serassi, con più di 2000 canne.